# 于本宏 (清朝)
于本宏，顺天大兴人，清朝政治人物。進士出身。

## 生平
康熙五十二年，登進士。曾于1728年接替钦连任上海县知县一职，1729年由丁铨接任。